# Gammelekslav
Gammelekslav (Lecanographa amylacea) är en lavart som först beskrevs av Ehrh. ex Pers., och fick sitt nu gällande namn av Egea & Torrente. Gammelekslav ingår i släktet Lecanographa och familjen Roccellaceae.  Arten är reproducerande i Sverige. Inga underarter finns listade i Catalogue of Life.